# Слез
Слезът (Malva) е род от около 25 – 30 вида тревисти едногодишни, двугодишни и многогодишни растения от семейство слезови (Malvaceae), за които се явява родовият тип. Широко разпространен е в умерените, субтропичните и тропическите райони на Африка, Азия и Европа.

## Описание
Листата са редуващи се, длановидни. Цветовете са с диаметър 0,5 – 5 cm, а петте венчелистчета са розови, лилави или бели.

## Наименования
Освен слез, в българските диалекти се срещат и сродни названия като сляз, слезене, слезенка и други (като не винаги с тях се обозначават единствено растения от рода Malva). Тези думи произлизат от реконструираната праславянска форма *slězъ, чиято по-нататъшна етимология е неясна.
Научното название идва от латинската дума за същото растение malva, за която се счита, че – подобно на съответното старогръцко име μαλάχη – е заета от някой от езиците на античното Средиземноморие. Латинската дума е и в основата на името на слеза в няколко западноевропейски езици: английски: mallow, немски: Malve, френски: mauve.

## Видове
Списък с видовете:
| - Malva aegyptia - Malva aethiopica C.J.S. Davis - Malva acerifolia (Cav.) Alef. - Malva alcea L. – greater musk-mallow, vervain mallow - Malva assurgentiflora – island mallow, mission mallow, royal mallow, island tree mallow - Malva cathayensis - Malva cretica - Malva dendromorpha – tree mallow - Malva hispanica - Malva microcarpa - Malva microphylla - Malva mohileviensis - Malva moschata L. – musk-mallow - Malva neglecta – dwarf mallow, buttonweed, cheeseplant, cheeseweed, common mallow, roundleaf mallow - Malva nicaeensis All. – French mallow, bull mallow | - Malva pacifica - Malva parviflora L. – least mallow, cheeseweed, cheeseweed mallow, small-whorl mallow - Malva phoenicea (Vent.) Alef. - Malva preissiana – Australian hollyhock - Malva pseudolavatera - Malva pusilla – small mallow - Malva qaiseri - Malva rotundifolia L. – low mallow - Malva stipulacea - Malva subovata - Malva sylvestris L. – горски слез - Malva transcaucasica - Malva tournefortiana - Malva trifida - Malva verticillata L. – Chinese mallow, cluster mallow |